# コンスタンタン
コンスタンタン（英: Constantan）は銅55%ニッケル45%の組成からなる合金である。
銅の中のニッケルの成分比を変化させると、ニッケルが約50%付近で電気抵抗値が最大、抵抗の温度係数が最小、熱起電力が最小になる。
電気抵抗の温度係数が小さいことから、ひずみゲージ・精密抵抗に使われる。また、熱起電力が低いことから、熱電対などに使われる。熱電対の相手の金属は例えば銅や鉄などである。

## 物理的性質
（係数はあまり正確でない可能性がある）
| 電気抵抗率                  | 4.9 ×10−7 Ω·m |
| 電気抵抗の温度係数 at 20 °C | 1.0 ×10−5     |
| 密度                        | 8885 kg/m3    |
| 融点                        | 1200-1300 °C  |
| 比熱                        | 390 J/(kg·K)  |
| 線膨張係数                  | 1.5 ×10−4 K-1 |
| 熱伝導率                    | 21.2 W/(m·K)  |
| キュリー温度                | 35 K          |
| ヤング率                    | 162 GPa       |